# Румяна Желева
Румяна Русева Желева е български социолог и политик от партия ГЕРБ, министър на външните работи на Република България (юли 2009 – януари 2010), евродепутат (2007 – 2009), бивш кандидат за европейски комисар в комисията „Барозо II“.

## Биография
Румяна Желева е родена на 18 април 1969 в Нова Загора. Завършва немска езикова гимназия в Бургас, а през 1995 – висше образование в Софийския университет със специалност социология. През 2003 защитава докторантура (PhD) в същата област в Университета „Ото фон Герике“, Магдебург, Германия, с дисертация на тема „Социално-интерпретативни модели на предприемачите в икономиката на прехода“.
Желева е експерт в областта на пазара на труда, човешките ресурси и социалната политика. Преподавател по „Връзки с обществеността и корпоративни комуникации“ в катедра „Социология“ в СУ „Св. Климент Охридски“. Гост-професор по европеистика в Магдебургския университет и научен сътрудник първа степен в Института по социология при Българската академия на науките. През годините на научната си кариера има професионален опит в управлението на редица търговски дружества, заемайки ръководни длъжности.
Научните и професионалните ѝ интереси са свързани с икономиката на прехода и преструктурирането на организацията на труда в Източна Европа. Участвала е като изследовател и консултант в проекти на Програмата за развитие на ООН и Програма ФАР за разработване на инициативи за пазара на труда, социално включване и младежка заетост.
Има десетки публикации и над 20 участия в международни проекти и конференции в Германия, Австрия, Кипър, Норвегия, Латвия, Португалия, Унгария, Русия и Сърбия в областта на индустриалните отношения, предприемачеството и корпоративната социална отговорност. Специализирала е икономическа и индустриална социология в Германия – в Университета в Билефелд и в Свободния университет в Берлин.
Член е на организациите Berliner Forum (International network of business ethics), Българска социологическа асоциация (БСА) и „Ротари клуб Бургас Приморие“, координатор за България на Европейска асоциация за социология на селото (European Association for Rural Sociology).

## Политическа кариера

### Евродепутат и външен министър
На първите избори за български представители в Европейския парламент през юни 2007 г. е избрана за евродепутат от партия ГЕРБ. На изборите за Европейски парламент на 7 юни 2009 г. е водач на листата на ГЕРБ и отново е избрана за евродепутат. Не остава на поста си дълго, тъй като на 27 юли 2009 г. е избрана за външен министър на България в Първото правителство на Бойко Борисов.

### Кандидатура за еврокомисар

#### Номиниране и ресор
На 5 октомври 2009 премиерът Борисов публично обявява кандидатурата на Румяна Желева за български еврокомисар. По думите му, претенциите ѝ са за енергийния ресор, като допълва, че другите пожелани от страната ресори са „разширяване на ЕС“ и „инфраструктура“. Самата Желева коментира, че ресорът „Енергетика“ е по-труден за спечелване, защото, по думите ѝ, „закъсняхме да [го] поискаме“ и изказва предпочитанията си към „Източно партньорство или разширяване и добросъседска политика“.

На 27 ноември 2009 председателят на Европейската комисия Жозе Мануел Барозо обявява своя екип за новата Комисия, в който участва и Желева. Определеният за нея ресор след активни разговори е „Международно сътрудничество, хуманитарна помощ и реакции при кризи“. По този повод тя коментира:
| „ | Председателят на ЕК Жозе Мануел Барозу оцени ролята на България и затова постигнахме и този успех – влиятелен ресор с много ангажименти, поле за изява и най-вече ресор, свързан с взимане на бързи и важни решения, засягащи живота и здравето на много хора. | “ |

В интервю Желева още посочва, че очаква реакцията при кризи да бъде „много тежка работа“, за която председателят Барозу дори се пошегувал, че е „мъжка“. Министър-председателят Борисов определя ресорът като добър и се аргументира, че „Ако ресорът на Румяна Желева е лош, Доган нямаше да го даде на най-близкия си човек – Емел Етем и да ѝ направи министерство.“ С това Борисов също отговаря на изказаното от бившия премиер Сергей Станишев мнение, че „Европа ни е ударила шамар с определянето за ресор [...] международното сътрудничество, хуманитарната помощ и реакции при кризи.“ и че „По същество ни се предлага един ресор, който не е приоритетен за политиките на Европейския съюз.“ Различна е оценката на евродепутата от ГЕРБ Владимир Уручев, според който „международно сътрудничество е един от сериозните ресори, хуманитарната помощ се прибавя към него за по-цялостен подход, реакцията при кризи е свързана и със значимата роля, която Европейският съюз може да има“. Предшественикът на Желева на поста външен министър Ивайло Калфин реагира емоционално след като прави сравнение с ресорите на други нови страни членки на Европейския съюз, заявявайки, че е ядосан от отредения на България, но според него „това е не заради страната ни, а заради кандидатурата“. Самата Желева определя критиките към ресора си като „тенденция на евроскептицизъм, която е опасна за българските граждани“.

#### Процедура по утвърждаване
Според процедурата, кандидатите за комисари трябва да отговарят на въпроси пред ресорните комисии на Европейския парламент, отговарящи за портфейла, предложен на съответния кандидат за комисар. Кандидатите биват оценявани по техните познания в конкретната област на техния портфейл, както и по тяхната обща компетентност, ангажираност към европейската идея, лична независимост и умение да комуникират. След тези т.нар. изслушвания членовете на ресорната комисия провеждат обсъждане и изпращат писмени заключения на Председателския съвет (председателя на Европейския парламент и ръководителите на политическите групи), който обсъжда резултатите със Съвета на председателите на комисии. На този етап може да се появят искания за промени в разпределението на портфейлите или на предложения състав на Европейската комисия. Процедурата не е формална, както показва опитът от 2004 година, когато под натиск от Европарламента, преди да се проведе окончателното гласуване, биват направени две промени в предложения състав на комисията и една смяна на портфейл.

#### Коментари в периода до изслушването
В периода преди изслушването в европейски медии се появяват информации за възможни връзки на Желева с българската организирана престъпност чрез съпруга ѝ Красимир Желев. Особено известна става статията „Една гангстерска невеста за Европейската комисия?“ на популярния немски ежедневник „Ди Велт“. Статията коментира „светкавичната кариера“ на Желева, която едва 40-годишна е вече член на Европейския парламент и външен министър на България, както и слуховете, че Красимир Желев имал взаимоотношения с руската мафия по Черноморското крайбрежие – нещо, което самата Желева отрича със смях по време на интервюто с вестника. Отбелязва се още факта, че председателят Барозо би предпочел много повече да задържи предшественичката ѝ Меглена Кунева.

Желева определя публикацията в „Ди Велт“ като „клеветнически твърдения и обиди“ – част от злонамерена кампания срещу нейната кандидатура, а съпругът ѝ, който заявява, че би коментирал само конкретни факти, но не и слухове, я класифицира като „черен пиар“. Желева дори обявява, че смята да съди вестника и уточнява, че тълкува това като атака не просто срещу себе си, но срещу „еврокомисаря, посочен от българския министър-председател“, както и като атака срещу партията ГЕРБ, която тя представлява. Известният германски политолог Хайнц Брам – дългогодишен наблюдател на процесите в България и добър познавач на българската политика – обаче смята, че „госпожа Желева си [е създала] сама врагове в ЕС, а и, разбира се, в България“. Според него проблемът е в „хиперактивността“ на българската външна министърка и още:
| „ | Журналистът от „Ди Велт“ не твърди, че представя факти. Той казва, че предава онова, което е чул за Желева. Това е право на всеки журналист! Освен това Желева поясни, че не е чела статията в оригинал, а това, разбира се, е симптоматично за припряния стил на работа. В такъв случай тя би трябвало да си замълчи! [...] Впечатленията ми отпреди са, че Румяна Желева се опитва прекалено активно да създава сред евродепутатите добри настроения спрямо Бойко Борисов. С рекламата за собственото правителство може и да се прекали. Не казвам, че Желева е прекалила, но след разговори с хора от Европарламента оставам с впечатлението, че тя все пак е прекрачила една определена граница в това отношение. | “ |

В някои издания беше коментиран в критичен план и видеоклипа, с който кандидатурата на Желева бе представена на официалния сайт на Европейската комисия. Според юриста Христо Беров, използването на религиозни мотиви във видеоклипа (Желева, която пали свещи и се прекръства в софийския храм „Св. Александър Невски“), представлява нарушение на чл. 13 ал. 4 на българската конституция, където се забранява използването на верските убеждения за политически цели

#### Изслушване в ЕП и последващо развитие
Румяна Желева е неубедителна по време на изслушванията на кандидат комисарите на 11 януари 2010. Румяна Желева говори трудно английски и отговорите ѝ са неадекватни и трудно разбираеми.
В писмо до председателя на ЕП Йежи Бузек от 15 януари Барозо заявява, че Желева е компетентна за ресора си .

#### Оттегляне
На 19 януари 2010 публично е оповестено писмо до министър-председателя Борисов от предходния ден, в което Желева пише „Моля да приемете оставката ми от всички позиции, заемани от мен, за да можете да предприемете необходимото за оттегляне на кандидатурата ми за български еврокомисар.“ Самият Борисов заявява, че няма причина да оттегля Желева от поста министър на външните работи, а я оттегля само като еврокомисар. Междувременно, в Брюксел новината е посрещната едновременно „с облекчение и с думи на съжаление“. На заседание на Изпълнителната комисия на партия ГЕРБ, провело се на 19 януари 2010 вечерта, е било взето решение оставката на министъра на външните работи Румяна Желева да бъде приета. Решението обаче е без прецедент, тъй като е взето от партиен орган по въпрос, който е изцяло в прерогативите на министър-председателя. Лидерът на ДСБ и съпредседател на „Синята коалиция“ Иван Костов по този повод коментира, че „Не е от компетенциите на висшия политически орган на ГЕРБ да приема оставката на Румяна Желева като външен министър, тъй като тя е номинирана от премиера и е избрана от Народното събрание.“ По-късно премиерът Борисов обявява, че действително е приел оставката на Желева. Междувременно за неин наследник бе сочен министърът на отбраната Николай Младенов. В крайна сметка обаче Борисов номинира за еврокомисар Кристалина Георгиева, чието изслушване мина без проблеми.

## Семейство
Румяна Желева е омъжена за Красимир Желев. Желев е директор на бургаския клон на банка „Биохим“ от 1996 до 2003, след това до август 2009 ръководи клона на Централна кооперативна банка в Бургас, която е част от варненската икономическа група ТИМ. Последното става повод за коментари относно възможна свързаност с българската организирана престъпност в контекста на кандидатурата на Румяна Желева за еврокомисар (вж. текста по-горе). Хобитата на Желева са каране на ски и тенис.